# 1949年の音楽
1949年の音楽（1949ねんのおんがく）では、1949年（昭和24年）の世界の音楽についてまとめる。

## 概要
- ジャズ・クラブのバードランドが、ニューヨークにオープンした[1]。チャーリー・”ヤードバード“・パーカーにちなんでつけられた名前である[2]。
- レス・ポールとメアリー・フォードが結婚した。

## 洋楽シングル
- ダイナ・ショア「ボタンとリボン」
- ルイ・アームストロング「ブルーベリー・ヒル」
- プロフェッサー・ロングヘア「マルディグラ・イン・ニューオーリンズ」

## 洋楽アルバム
- フランキー・レイン[3]「フランキー・レイン」

## 邦楽シングル
- 松島詩子「バラのセニョリータ」
- 二葉あき子「嘆きのルムバ」(2月発売)「追憶」および「恋のアマリリス」(3月発売)「悲しきすみれ」(7月発売)「今宵別れて」(1949年8月発売)
- 高峰秀子「銀座カンカン娘」(4月発売)
- 渡辺はま子「波止場通りの唄」(5月発売)「おらんだ船」(9月発売)
- 美空ひばり[4]「河童ブギウギ」「悲しき口笛」(9月発売)
- 三条町子(宮野信子）[5]「かりそめの恋」(11月発売)

## デビュー
- 8月10日 - 美空ひばり／河童ブギウギ
- 月日不明 - 鶴田浩二／男の夜曲
- 12月 - ファッツ・ドミノ／ザ・ファット・マン

## 主な音楽賞
| 賞            | 受賞作・受賞者 |
| ------------- | --- |
| 第4回芸術祭賞 | - 奨芸術祭賞(音楽部門) - 豊竹山城少掾/鶴澤清六「文楽「芦屋道満大内鑑」演奏」 - 岡安喜三郎「長唄「旅ゆけば」作曲」 - 内田るり子「日本歌曲独唱」 - 石田栞「ブラームス歌曲ほか独唱」 |

## 誕生
- 1月1日 - イェラ・シュピトコヴァー（ヴァイオリニスト）
- 1月1日 - 沢田亜矢子（女優・歌手・タレント）
- 1月1日 - 高田渡（フォークシンガー、+2005年・56歳没）
- 1月1日 - ポーラ・チョイ（歌手）
- 1月3日 - にしかずみ（作詞家）
- 1月3日 - フェンウィック・スミス（フルート奏者、+2017年）
- 1月4日 - アンドレイ・チスチャコフ（指揮者、+2000年）
- 1月4日 - マーガレット・マーシャル（ソプラノ歌手）
- 1月6日 - ステファン・ゾルテス（指揮者）
- 1月6日 - 本田路津子（元歌手）
- 1月6日 - 宮下富実夫（作曲家・シンセサイザー奏者、+2003年・54歳没）
- 1月6日 - 矢吹二朗（俳優・元歌手）
- 1月8日 - 木田高介（ミュージシャン、元ザ・ナターシャー・セブン、+1980年・31歳没）
- 1月9日 - 宮地佑紀生（タレント・ミュージシャン）
- 1月11日 - 森本英世（歌手、元敏いとうとハッピー&ブルー）
- 1月12日 - 羽田健太郎（作曲家、+2007年・58歳没）
- 1月15日 - 杏真理子（歌手、+1974年・25歳没）
- 1月16日 - トニー・トリシカ（五弦バンジョー奏者）
- 1月16日 - ロドニー・グラハム（美術家・ミュージシャン）
- 1月17日 - オーギュスタン・デュメイ（ヴァイオリニスト）
- 1月17日 - ミック・テイラー（ギタリスト、元ローリング・ストーンズ）
- 1月18日 - 藤原真理（チェリスト）
- 1月18日 - 南谷龍（歌手）
- 1月19日 - ロバート・パーマー（ミュージシャン、元ヴィネガー・ジョー/元パワー・ステーション、+2003年・54歳没）
- 1月20日 - 北公次（歌手・俳優・タレント、元フォーリーブス、+2012年・63歳没）
- 1月21日 - 向井滋春（ジャズトロンボーン奏者）
- 1月22日 - スティーヴ・ペリー（歌手、元ジャーニー）
- 1月22日 - 高木たかし（歌手）
- 1月22日 - フィル・ミラー（ギタリスト、デリヴァリー/マッチング・モウル/ハットフィールド・アンド・ザ・ノース/ナショナル・ヘルス、+2017年・68歳没）
- 1月23日 - 平浩二（歌手）
- 1月24日 - ジョン・ベルーシ（俳優・歌手、+1982年・33歳没）
- 1月24日 - 渡邉康雄（ピアニスト・指揮者）
- 1月25日 - さとう宗幸（歌手・俳優）
- 1月26日 - 小川知子（女優・元歌手）
- 1月27日 - ジャヴァン（歌手）
- 1月28日 - 市村正親（俳優・声優・元歌手）
- 1月29日 - トミー・ラモーン（ドラマー、元ラモーンズ、+2014年・65歳没）
- 1月30日 - 団時朗（俳優・元歌手、+2023年・74歳没）
- 2月2日 - 堀内護（歌手、+2014年・65歳没）
- 2月2日 - 水橋春夫（ギタリスト、元ジャックス、+2018年・69歳没）
- 2月3日 - 喜多嶋修（作曲家・音楽プロデューサー、元ザ・ランチャーズ）
- 2月6日 - アンドレアス・ブラウ（フルート奏者）
- 2月6日 - エマ・カークビー（ソプラノ歌手）
- 2月6日 - 矢沢透（ドラマー、アリス）
- 2月7日 - 青山ミチ（元歌手、+2017年・67歳没）
- 2月7日 - バート・ソマー（フォークシンガー、+1990年・41歳没）
- 2月9日 - 加奈崎芳太郎（シンガーソングライター）
- 2月9日 - 荒木しげる（俳優・ドラマー、元フォー・セインツ、+2012年・63歳没）
- 2月10日 - 若草恵（作曲家）
- 2月12日 - いなむら一志（歌手、+2014年・64歳没）
- 2月13日 - ジュディ・ダイブル（シンガーソングライター、+2020年・71歳没）
- 2月13日 - 南こうせつ（フォークシンガー、元かぐや姫）
- 2月14日 - 原田糸子（女優・元歌手）
- 2月15日 - ハンス・グラーフ（指揮者）
- 2月17日 - フレッド・フリス（ギタリスト、ヘンリー・カウ/元アート・ベアーズ/元マサカー/元ネイキッド・シティ）
- 2月20日 - 里村龍一（作詞家・実業家）
- 2月21日 - 真島俊夫（作曲家・編曲家、+2016年・67歳没）
- 2月23日 - 岩沢二弓（シンガーソングライター）
- 2月27日 - 榊原まさとし（歌手、ダ・カーポ）
- 2月28日 - 惣領泰則（作曲家・編曲家）
- 3月6日 - 石田勝範（作曲家）
- 3月6日 - 髙橋真梨子（歌手）
- 3月8日 - 板橋文夫（ジャズピアニスト）
- 3月9日 - カレヴィ・アホ（作曲家）
- 3月10日 - 大門正明（俳優・元歌手）
- 3月10日 - 三笠優子（演歌歌手・浪曲師）
- 3月12日 - ビル・ペイン（キーボーディスト、リトル・フィート）
- 3月13日 - エミー・ヴェルヘイ（ヴァイオリニスト）
- 3月14日 - オリー・ハルソール（ギタリスト、元タイムボックス/元パトゥ/元ボクサー、+1992年・43歳没）
- 3月14日 - 古田喜昭（作詞家・作曲家・音楽プロデューサー）
- 3月14日 - ロジャー・パウエル（ミュージシャン）
- 3月16日 - ジェリー・グッドマン（ヴァイオリニスト、ザ・フロック/元マハヴィシュヌ・オーケストラ）
- 3月16日 - ジャン・ルイ・ストイアマン（ピアニスト）
- 3月20日 - 新藤恵美（女優・元歌手）
- 3月20日 - マーシャ・ボール（歌手・ピアニスト）
- 3月21日 - ジョニー吉長（ドラマー、元イエロー、+2012年・63歳没）
- 3月21日 - 夏純子（元女優・元歌手）
- 3月22日 - 大野俊三（ジャズトランペッター）
- 3月23日 - デヴィッド・パリー（指揮者）
- 3月23日 - トレヴァー・ジョーンズ（作曲家）
- 3月24日 - ニック・ロウ（ミュージシャン、元ブリンズリー・シュウォーツ）
- 3月25日 - カヤ・ダンチョフスカ（ヴァイオリニスト）
- 3月25日 - ボブ・エズリン（音楽プロデューサー）
- 3月27日 - ポウル・ルーザス（作曲家）
- 3月29日 - デイブ・グリーンフィールド（キーボーディスト、ストラングラーズ、+2020年・71歳没）
- 3月29日 - マイケル・ブレッカー（ジャズサクソフォーン奏者、+2007年・57歳没）
- 3月30日 - 佐瀬寿一（作曲家）
- 3月31日 - 今井裕（キーボーディスト、元サディスティック・ミカ・バンド/元サディスティックス/元IMITATION）
- 3月31日 - 千葉マリア（歌手・タレント）
- 4月 - ヒュー・バントン（オルガニスト・キーボーディスト、ヴァン・ダー・グラフ・ジェネレーター/元ロング・ハロー）
- 4月1日 - ギル・スコット・ヘロン（ミュージシャン、+2011年・62歳没）
- 4月3日 - エリック・クロス（ジャズサックス奏者）
- 4月3日 - トーマス・マイヤー＝フィービッヒ（作曲家）
- 4月3日 - リチャード・トンプソン（ミュージシャン）
- 4月8日 - ザビーネ・ハス（ソプラノ歌手、+1999年）
- 4月8日 - ブレンダ・ラッセル（シンガーソングライター）
- 4月11日 - 武田鉄矢（俳優・歌手、海援隊）
- 4月15日 - アーラ・プガチョワ（歌手）
- 4月15日 - 酒井和歌子（女優・元歌手）
- 4月15日 - ヴァルター・ツィンマーマン（作曲家）
- 4月15日 - マルク・スーストロ（指揮者）
- 4月16日 - メイア・ミンスキー（指揮者）
- 4月17日 - 福井ミカ（歌手、元サディスティック・ミカ・バンド）
- 4月18日 - つボイノリオ（シンガーソングライター）
- 4月18日 - ミカエル・レヴィナス（作曲家・ピアニスト）
- 4月18日 - ロラント・ケラー（ピアニスト）
- 4月19日 - ヴァレリー・ポリャンスキー（指揮者）
- 4月20日 - 岡本信（ミュージシャン、元ザ・ジャガーズ）
- 4月20日 - 棚橋牧人（音楽プロデューサー）
- 4月21日 - スティーヴ・ドーフ（ピアニスト）
- 4月21日 - パティ・ルポーン（俳優・歌手）
- 4月21日 - 矢野立美（作曲家）
- 4月23日 - 岡田徹（ミュージシャン、ムーンライダーズ）
- 4月23日 - デヴィッド・クロス（ミュージシャン、元キング・クリムゾン）
- 4月26日 - 風間杜夫（俳優・元歌手）
- 4月26日 - 浜野たけし（元ドラマー、元ザ・ジャガーズ）
- 4月28日 - スティーヴ・ジョリフ（ミュージシャン）
- 4月30日 - 杉本真人（シンガーソングライター）
- 5月3日 - 阿部薫（ジャズサクソフォーン奏者、+1978年・29歳没）
- 5月3日 - ラリー・オクス（ジャズサクソフォーン奏者）
- 5月4日 - 大島幾雄（声楽家）
- 5月5日 - ボブ佐久間（作曲家）
- 5月5日 - 大村憲司（ギタリスト、MIDNIGHTSUNS、+1998年・49歳没）
- 5月7日 - 柳田ヒロ（キーボーディスト、元エイプリル・フール）
- 5月9日 - ビリー・ジョエル（歌手）
- 5月10日 - 伊藤アイコ（歌手）
- 5月10日 - 加藤知典（作曲家・編曲家）
- 5月10日 - 翠川敬基（チェロ奏者）
- 5月13日 - ジェーン・グラヴァー（指揮者）
- 5月14日 - アリシア・ベイ＝ローレル（作家・ミュージシャン）
- 5月17日 - ビル・ブルーフォード（ドラマー、元イエス/元キング・クリムゾン/元ブルーフォード）
- 5月18日 - リック・ウェイクマン（ミュージシャン、元イエス）
- 5月20日 - みといせい子（元歌手・芸能リポーター）
- 5月25日 - 葛城ユキ（歌手）
- 5月25日 - 堀内修（クラシック音楽評論家）
- 5月30日 - 火野正平（俳優・元歌手）
- 6月3日 - マモル・マヌー（ドラマー、ザ・ゴールデン・カップス、+2020年・71歳没）
- 6月7日 - 岸部四郎（タレント・俳優、ザ・タイガース、+2020年・71歳没）
- 6月8日 - エマニュエル・アックス（ピアニスト）
- 6月9日 - フランシス・モンクマン（作曲家、カーヴド・エア/801）
- 6月9日 - 岡田志郎（ギタリスト、元オックス）
- 6月12日 - イヴォ・リンア（歌手）
- 6月12日 - ジョン・ウェットン（ボーカリスト・ベーシスト、キング・クリムゾン/ロキシー・ミュージック/エイジア/U.K.、+2017年・67歳没）
- 6月14日 - アラン・ホワイト（ドラマー、イエス）
- 6月17日 - ラッセル・スミス（シンガーソングライター、+2019年・70歳没）
- 6月17日 - 妹尾隆一郎（ハーモニカ奏者、+2017年・68歳没）
- 6月18日 - 及川伸一（音楽プロデューサー）
- 6月19日 - 川辺真（作曲家）
- 6月20日 - ライオネル・リッチー（シンガーソングライター）
- 6月20日 - 当間修一（指揮者）
- 6月21日 - 牧れい（女優・歌手）
- 6月22日 - ピエール・アモイヤル（ヴァイオリニスト）
- 6月22日 - 黒坂黒太郎（作曲家・シンガーソングライター）
- 6月23日 - マーク・アシュトン（ドラマー、元レア・バード）
- 6月26日 - エイドリアン・ガーヴィッツ（シンガーソングライター）
- 6月27日 - ドン・ソーンラビアブ（歌手・元俳優）
- 6月29日 - 堀正文（ヴァイオリニスト）
- 7月1日 - ジョン・ファーナム（歌手）
- 7月1日 - 嶋津武仁（作曲家・指揮者・音楽教育家）
- 7月1日 - 豊田勇造（シンガーソングライター）
- 7月6日 - ケヴィン・ヴォランズ（作曲家）
- 7月7日 - 上田正樹（シンガーソングライター）
- 7月7日 - 太田とも子（女優・歌手）
- 7月10日 - 湯沐海（指揮者）
- 7月12日 - 熊谷公博（バリトン歌手）
- 7月13日 - 長谷川きよし（シンガーソングライター）
- 7月15日 - トレヴァー・ホーン（音楽プロデューサー）
- 7月15日 - 小林一男（声楽家）
- 7月16日 - 松本隆（作詞家・元ドラマー、元はっぴいえんど）
- 7月19日 - 琢磨仁（ミュージシャン、元KUWATA BAND/元宇崎竜童 & RUコネクション with 井上堯之）
- 7月20日 - 間寛平（お笑いタレント）
- 7月21日 - 中牟田俊男（ギタリスト、海援隊）
- 7月22日 - アラン・メンケン（作曲家）
- 7月22日 - 高杉俊介（俳優・元歌手）
- 7月25日 - 中川五郎（フォークシンガー）
- 7月26日 - ロジャー・テイラー（ミュージシャン、クイーン）
- 7月26日 - 土田早苗（女優・元歌手）
- 7月27日 - 勝野洋（俳優・元歌手）
- 7月27日 - 湯浅卓雄（指揮者）
- 8月1日 - つのだ☆ひろ（歌手・ドラマー）
- 8月3日 - シャーンドル・ファルヴァイ（ピアニスト）
- 8月4日 - 高岡健二（俳優・歌手）
- 8月8日 - キース・キャラダイン（俳優・歌手・作曲家）
- 8月8日 - 小鹿みき（女優・元歌手）
- 8月10日 - 山口冨士夫（ミュージシャン、ザ・ダイナマイツ/村八分/裸のラリーズ、+2013年・64歳没）
- 8月11日 - エリック・カルメン（歌手）
- 8月12日 - マーク・ノップラー（ミュージシャン、元ダイアー・ストレイツ）
- 8月13日 - 長谷川時夫（ミュージシャン）
- 8月14日 - 吉田健志（作曲家・ベーシスト）
- 8月15日 - ケイト・テイラー（シンガーソングライター）
- 8月16日 - スコット・アシュトン（ドラマー、ザ・ストゥージズ、+2014年・64歳没）
- 8月17日 - バブ・アズマン（音響編集者）
- 8月17日 - リンダ・ゾーバイ（ソプラノ歌手）
- 8月20日 - フィル・ライノット（歌手、+1986年・36歳没）
- 8月20日 - 神谷敏（トロンボーン奏者）
- 8月20日 - 林哲司（作曲家・シンガーソングライター）
- 8月22日 - 平山みき（歌手）
- 8月23日 - リック・スプリングフィールド（ミュージシャン）
- 8月24日 - シバ（歌手）
- 8月25日 - サリフ・ケイタ（シンガーソングライター）
- 8月25日 - ジーン・シモンズ (ミュージシャン)（歌手、キッス）
- 8月28日 - イモージェン・クーパー（ピアニスト）
- 8月28日 - ヒュー・コーンウェル（歌手、元ストラングラーズ）
- 8月31日 - たきのえいじ（作詞家・作曲家）
- 9月1日 - 折江忠道（声楽家）
- 9月2日 - ジェイムス・ゴヴァン（歌手、+2014年・64歳没）
- 9月5日 - クレム・クレムソン（ギタリスト、コロシアム/元ハンブル・パイ）
- 9月5日 - 小松みどり（歌手・女優）
- 9月6日 - KINYA（タレント）
- 9月6日 - ジェイムス・リザーランド（歌手、コロシアム）
- 9月7日 - グロリア・ゲイナー（歌手）
- 9月8日 - 青江ひとみ（作詞家・作曲家）
- 9月9日 - アダム・フィッシャー（指揮者）
- 9月9日 - ジェイムズ・バーンズ（作曲家・指揮者）
- 9月10日 - チャールズ・メドラム（チェリスト）
- 9月10日 - 欧陽菲菲（歌手）
- 9月10日 - 高橋のぶ（歌手、+2015年・65歳没）
- 9月11日 - 吉岡しげ美（シンガーソングライター）
- 9月13日 - アンナ・マルティン（女優・歌手）
- 9月14日 - 矢沢永吉（歌手、元キャロル）
- 9月15日 - 川崎真弘（ミュージシャン、元イエロー/元カルメン・マキ&OZ、+2006年・56歳没）
- 9月17日 - ミゲル・ゴメス＝マルティネス（指揮者）
- 9月18日 - 水森英夫（歌手・作曲家、元敏いとうとハッピー&ブルー）
- 9月19日 - MALTA（サックス奏者）
- 9月19日 - ジョージ・ウォーターズ2世（音響編集者）
- 9月19日 - ツイッギー（女優・歌手）
- 9月20日 - マイケル・カスクーナ（音楽プロデューサー）
- 9月20日 - ワサブロー（歌手）
- 9月21日 - ライモ・カングロ（作曲家、+2001年）
- 9月21日 - 松田優作（俳優・歌手、+1989年・40歳没）
- 9月21日 - 平野昭（音楽学者）
- 9月22日 - 糟谷銑司（音楽プロデューサー）
- 9月23日 - ブルース・スプリングスティーン（ミュージシャン）
- 9月25日 - スティーヴ・マッケイ（サックス奏者、ザ・ストゥージズ、+2015年・66歳没）
- 9月28日 - ハンス・ペーター・ブロホヴィッツ（テノール歌手）
- 9月29日 - 乾裕樹（作曲家、+2003年）
- 9月30日 - 文珠蘭（歌手）
- 10月1日 - アンドレ・リュウ（指揮者・ヴァイオリニスト）
- 10月1日 - エフゲニー・コロリオフ（ピアニスト）
- 10月2日 - クラウス・ブリュンゲル（作曲家）
- 10月2日 - リチャード・ヘル（ミュージシャン）
- 10月3日 - リンジー・バッキンガム（シンガーソングライター・ギタリスト、元フリートウッド・マック）
- 10月5日 - やしきたかじん（歌手・タレント、+2014年・64歳没）
- 10月5日 - 照屋林賢（ミュージシャン、りんけんバンド）
- 10月6日 - 柘植章子（歌手）
- 10月7日 - ガブリエル・ヤレド（作曲家）
- 10月8日 - ジェイ・グレイドン（ギタリスト）
- 10月8日 - ヘイミッシュ・スチュアート（ミュージシャン、元アヴェレイジ・ホワイト・バンド）
- 10月9日 - ロッド・テンパートン（作曲家、+2016年・66歳没）
- 10月9日 - 小野花子（民謡歌手）
- 10月14日 - 佐藤陽子（ヴァイオリニスト）
- 10月14日 - 西田博（ヴァイオリニスト）
- 10月16日 - 小泉和裕（指揮者）
- 10月16日 - 前田俊明（作曲家、+2020年・70歳没）
- 10月17日 - 梅津和時（ミュージシャン）
- 10月21日 - シュラミト・ラン（作曲家）
- 10月23日 - ハラルド・グロスコフ（テクノミュージシャン）
- 10月23日 - 大野真澄（シンガーソングライター）
- 10月25日 - サム・ピラフィアン（チューバ奏者、+2019年・69歳没）
- 10月27日 - 堀内孝雄（歌手・俳優・タレント）
- 10月29日 - ジェームズ・ウィリアムソン（ギタリスト）
- 10月30日 - ジェームズ・ジャッド（指揮者）
- 11月 - 須賀陽子（ヴァイオリニスト）
- 11月1日 - デイヴィッド・フォスター（ミュージシャン）
- 11月1日 - 松崎好孝（歌手、チェリッシュ）
- 11月2日 - フランキー・ミラー（シンガーソングライター）
- 11月3日 - 宮本文昭（元指揮者・元オーボエ奏者）
- 11月4日 - デヴィッド・スタール（指揮者）
- 11月4日 - 宮田茂樹（音楽プロデューサー）
- 11月6日 - アルトゥーロ・サンドヴァル（ジャズトランペット奏者）
- 11月7日 - 信田かずお（編曲家・ピアニスト）
- 11月8日 - ボニー・レイット（歌手・ギタリスト）
- 11月9日 - 影山時則（歌手）
- 11月13日 - ハビエル・ブストー（作曲家・合唱指揮者）
- 11月13日 - 鳴瀬喜博（ベーシスト、カシオペア）
- 11月16日 - ウィリアム・アッカーマン（音楽プロデューサー、ウィンダム・ヒル・レコード創始者）
- 11月17日 - Jun（歌手、じゅん&ネネ）
- 11月19日 - 松崎しげる（歌手・タレント）
- 11月21日 - 吉田建（作曲家・ベーシスト、元エキゾティクス/元LOVE LOVE ALL STARS）
- 11月22日 - 海老沢雄一（歌手、森本タローとスーパースター）
- 11月24日 - ブルーノ・ヴァイル（指揮者）
- 11月29日 - 岸本健介（作曲家）
- 11月30日 - キャロル・パークス（ミュージシャン）
- 11月30日 - ビル・ライヒェンバッハ（トロンボーン奏者）
- 12月1日 - 岩久茂（歌手、青い三角定規）
- 12月5日 - エンリコ・ピエラヌンツィ（ジャズピアニスト）
- 12月7日 - トム・ウェイツ（シンガーソングライター・俳優）
- 12月11日 - 東彩子（ヴァイオリニスト）
- 12月13日 - イリヤ・ストゥーペル（指揮者）
- 12月13日 - トム・ヴァーレイン（シンガーソングライター）
- 12月13日 - 小六禮次郎（作曲家）
- 12月14日 - クリフ・ウィリアムズ（ベーシスト、AC/DC）
- 12月15日 - ドン・ジョンソン（俳優・歌手）
- 12月15日 - 吉原すみれ（マリンバ奏者）
- 12月16日 - 森田健作（政治家・歌手・俳優・タレント）
- 12月17日 - ポール・ロジャース（歌手）
- 12月18日 - 梅津達男（音響技術者）
- 12月19日 - ドクター林（歌手・タレント）
- 12月19日 - レニー・ホワイト（ジャズドラマー）
- 12月22日 - モーリス・ギブ（ミュージシャン、元ビージーズ、+2003年・53歳没）
- 12月22日 - ロビン・ギブ（シンガーソングライター、元ビージーズ、+2012年・62歳没）
- 12月23日 - エイドリアン・ブリュー（ミュージシャン、元キング・クリムゾン）
- 12月23日 - シミオン・スタンチュ・シリンクス（パンパイプ奏者、+2010年・60歳没）
- 12月24日 - 福田輝久（尺八奏者）
- 12月25日 - シモーネ（歌手）
- 12月26日 - ジョージ・ウィンストン（ピアニスト・作曲家、+2023年・73歳没）
- 12月26日 - プリンセスやすこ（歌手）
- 12月26日 - ミハイル・ボヤルスキー（俳優・歌手）
- 12月30日 - ブルース・フェアバーン（音楽プロデューサー、+1999年・49歳没）
- 12月30日 - 山本潤子（シンガーソングライター）
- 12月30日 - 城田じゅんじ（バンジョー奏者、元ザ・ナターシャー・セブン）
- 12月31日 - ジャン＝ポール・プナン（指揮者）
- 12月31日 - ビートきよし（お笑い芸人）
- 12月31日 - 手仕事屋きち兵衛（歌手・彫刻家）

月日不明
- 新井淑子（ヴァイオリニスト）
- イドリサ・スーマオロ（ギタリスト）
- 稲田康（作曲家・指揮者）
- 今仲幸雄（バリトン歌手）
- ウォン ウィンツァン（ピアニスト）
- 浦田和治（音響技術者）
- 岡崎耕治（ファゴット奏者）
- 勝彩也（歌手）
- 勝部太（声楽家・音楽教育者）
- カルロス・ボーネル（ギタリスト）
- 久保田麻琴（ミュージシャン、元裸のラリーズ）
- 久美かおり（元歌手・元女優）
- 小長谷宗一（作曲家）
- 小松真知子（ピアニスト）
- 左近径介（リュート奏者、+2009年・59歳没）
- 島津ゆう子（歌手・作詞家）
- 鈴木翁二（漫画家・ミュージシャン）
- ソニア・ローザ（歌手）
- ダン・ダグモア（セッションミュージシャン）
- チャン・サイク（歌手）
- 塚田京子（声楽家、+2004年・55歳没）
- ドミニク・ルイツ（指揮者）
- 永井洋（シンガーソングライター）
- 永瀧達治（音楽評論家・映画評論家・音楽プロデューサー）
- 西村直記（作曲家・シンセサイザー奏者）
- 萩原克己（音楽評論家、エレックレコード代表取締役社長、+2013年）
- 長谷川勉（作曲家）
- バリー・クーパー（作曲家・オルガニスト・音楽学者）
- バルトルト・クイケン（リコーダー奏者・フルート奏者・指揮者）
- フィリップ・ウィルビー（作曲家）
- フェルナンド・メンケリーニ（作曲家、+1997年）
- 藤掛廣幸（作曲家・シンセサイザー奏者・指揮者）
- 藤原喜久男（歌手）
- 松井隆司（音楽教育者）
- 三浦徹（ユーフォニアム奏者）
- 三浦徳子（作詞家）
- 横田信夫（作曲家）
- 琉智（歌手）
- リロイ・シブルス（レゲエ歌手、ヘプトーンズ）
- ローレル・フェイ（音楽学者）
- 若林純夫（シンガーソングライター、+2006年）